# رنگینک سینه‌بلوطی
رنگینک سینه‌بلوطی یا سهره ریز سینه‌بلوطی، نام علمی آن (نام علمی: Lonchura castaneothorax) است. نر و ماده آن کاملاً شبیه هم هستند و فقط از طریق آوازخوانی و رقص جفتگیری می‌توان نر و ماده آن را از هم تشخیص داد البته در صورتی که نر و ماده در بین گروهی از هم نژادان باشد، رفتارهای نرینگی در سهره‌های نر واضح تر خواهد بود. این پرنده در قفس نیز زاد وولد می‌نماید. پنج زیر گونه از این نژاد وجود دارد که یکی از آن‌ها در استرالیا و چهار زیرگونه دیگر در گینه نو وجود دارند. از ویژگی‌های این گونه داشتن ناخن‌های پنجه‌بلند است که این امر در محیط زیست طبیعی می‌تواند مزیتی باشد و سبب شود که پرنده بتواند بر روی شاخه‌ها به خوبی مستقر شود، اما در پرندگان قفسی می‌تواند مشکلاتی را پدیدآورد.